# Liste der meistverkauften Musikalben
Die Liste der meistverkauften Musikalben nennt Alben, die sich mindestens 20 Millionen Mal verkauft haben. Sie enthält alle Typen wie Studioalben, Kompilationen oder Soundtracks. Die Zahlen enthalten keine gebrauchten Alben, die weiterverkauft wurden.
Wegen der Methode der Vergabeorganisation für Schallplattenauszeichnungen seitens der RIAA wird in den USA bei Alben mit mehreren CDs und einer Gesamtlaufzeit von über 100 Minuten jede CD einzeln für Auszeichnungen berücksichtigt. Bekannte Beispiele für Ausnahmen von dieser Regel sind The Wall von Pink Floyd und The Beatles von The Beatles.
Michael Jacksons Thriller ist mit bisher 66 Millionen Exemplaren das weltweit meistverkaufte Album. Mit fünf Alben in der Liste hält Jackson auch den Rekord für die meisten Bestseller. Es folgen Céline Dion, Madonna und Eminem mit jeweils vier und Pink Floyd, The Beatles, Whitney Houston und Linkin Park mit jeweils drei Alben.

## Alben mit mehr als 20 Mio. verkauften Exemplaren
Typ:
- unmarkiert = Studioalbum
- G = Greatest-Hits- oder Kompilationsalbum
- S = Soundtrackalbum
- L = Livealbum

| Platz | Interpret                                  | Album                                                   | Typ | Jahr der Veröffent- lichung | Genre                                    | Verkaufszahlen (gerundet) |
| ----- | ------------------------------------------ | ------------------------------------------------------- | --- | --------------------------- | ---------------------------------------- | ------------------------- |
| 01    | Michael Jackson                            | Thriller                                                |     | 1982                        | Pop / Rock / R&B                         | 67 Mio.                   |
| 02    | AC/DC                                      | Back in Black                                           |     | 1980                        | Hard Rock                                | 50 Mio.                   |
| 03    | Pink Floyd                                 | The Dark Side of the Moon                               |     | 1973                        | Progressive Rock                         | 50 Mio.                   |
| 04    | Whitney Houston / Verschiedene Interpreten | The Bodyguard: Original Soundtrack Album                | S   | 1992                        | Pop / R&B / Soul                         | 45 Mio.                   |
| 05    | Meat Loaf                                  | Bat Out of Hell                                         |     | 1977                        | Hard Rock                                | 43 Mio.                   |
| 06    | Eagles                                     | Their Greatest Hits (1971–1975)                         | G   | 1976                        | Country-Rock                             | 42 Mio.                   |
| 07    | Bee Gees / Verschiedene Interpreten        | Saturday Night Fever: The Original Movie Sound Track    | S   | 1977                        | Disco                                    | 40 Mio.                   |
| 08    | Fleetwood Mac                              | Rumours                                                 |     | 1977                        | Rock                                     | 40 Mio.                   |
| 09    | Shania Twain                               | Come On Over                                            |     | 1997                        | Country / Pop                            | 40 Mio.                   |
| 10    | Verschiedene Interpreten                   | Grease: The Original Soundtrack from the Motion Picture | S   | 1978                        | Rock ’n’ Roll / Pop                      | 38 Mio.                   |
| 11    | Led Zeppelin                               | Led Zeppelin IV                                         |     | 1971                        | Hard Rock / Heavy Metal / Folk-Rock      | 37 Mio.                   |
| 12    | Eminem                                     | The Eminem Show                                         |     | 2002                        | Hip-Hop                                  | 36 Mio.                   |
| 13    | Michael Jackson                            | Bad                                                     |     | 1987                        | Pop / R&B / Funk / Rock                  | 35 Mio.                   |
| 14    | Eminem                                     | The Marshall Mathers LP                                 |     | 2000                        | Hip-Hop / Hardcore-Rap / Horrorcore      | 34 Mio.                   |
| 15    | Alanis Morissette                          | Jagged Little Pill                                      |     | 1995                        | Alternative Rock                         | 33 Mio.                   |
| 16    | Michael Jackson                            | Dangerous                                               |     | 1991                        | New Jack Swing / R&B / Pop               | 32 Mio.                   |
| 17    | Céline Dion                                | Falling into You                                        |     | 1996                        | Pop / Softrock                           | 32 Mio.                   |
| 18    | Eagles                                     | Hotel California                                        |     | 1976                        | Softrock                                 | 32 Mio.                   |
| 19    | The Beatles                                | Sgt. Pepper’s Lonely Hearts Club Band                   |     | 1967                        | Rock                                     | 32 Mio.                   |
| 20    | Verschiedene Interpreten                   | Dirty Dancing                                           | S   | 1987                        | Pop / Rock / R&B / Soul                  | 32 Mio.                   |
| 21    | Adele                                      | 21                                                      |     | 2011                        | Pop / Soul                               | 31 Mio.                   |
| 22    | Madonna                                    | The Immaculate Collection                               | G   | 1990                        | Pop / Dance                              | 31 Mio.                   |
| 23    | Céline Dion                                | Let’s Talk About Love                                   |     | 1997                        | Pop / Softrock                           | 31 Mio.                   |
| 24    | Metallica                                  | Metallica                                               |     | 1991                        | Heavy Metal                              | 31 Mio.                   |
| 25    | The Beatles                                | 1                                                       | G   | 2000                        | Rock                                     | 31 Mio.                   |
| 26    | The Beatles                                | Abbey Road                                              |     | 1969                        | Rock                                     | 31 Mio.                   |
| 27    | ABBA                                       | ABBA Gold – Greatest Hits                               | G   | 1992                        | Pop / Disco                              | 30 Mio.                   |
| 28    | Bruce Springsteen                          | Born in the U.S.A.                                      |     | 1984                        | Heartland Rock                           | 30 Mio.                   |
| 29    | Pink Floyd                                 | The Wall                                                |     | 1979                        | Progressive Rock                         | 30 Mio.                   |
| 30    | James Horner                               | Titanic: Music from the Motion Picture                  | S   | 1997                        | (Filmmusik)                              | 30 Mio.                   |
| 31    | Dire Straits                               | Brothers in Arms                                        |     | 1985                        | Roots Rock / Bluesrock / Softrock        | 30 Mio.                   |
| 32    | Nirvana                                    | Nevermind                                               |     | 1991                        | Grunge / Alternative Rock                | 30 Mio.                   |
| 33    | Santana                                    | Supernatural                                            |     | 1999                        | Latin Rock                               | 30 Mio.                   |
| 34    | Guns N’ Roses                              | Appetite for Destruction                                |     | 1987                        | Hard Rock                                | 30 Mio.                   |
| 35    | Elton John                                 | Goodbye Yellow Brick Road                               |     | 1973                        | Rock / Pop-Rock / Glam Rock              | 30 Mio.                   |
| 36    | Iron Butterfly                             | In-A-Gadda-Da-Vida                                      |     | 1968                        | Rock, Psychedelic Rock                   | 30 Mio.                   |
| 37    | Britney Spears                             | …Baby One More Time                                     |     | 1999                        | Pop                                      | 30 Mio.                   |
| 38    | Linkin Park                                | Hybrid Theory                                           |     | 2000                        | Nu Metal / Rap Metal / Alternative Metal | 30 Mio.                   |
| 39    | Bon Jovi                                   | Slippery When Wet                                       |     | 1986                        | Hard Rock / Glam Metal                   | 28 Mio.                   |
| 40    | Mariah Carey                               | Music Box                                               |     | 1993                        | Pop / R&B                                | 28 Mio.                   |
| 41    | Norah Jones                                | Come Away with Me                                       |     | 2002                        | Jazz                                     | 27 Mio.                   |
| 42    | Linkin Park                                | Meteora                                                 |     | 2003                        | Nu Metal / Rap Metal / Alternative Metal | 27 Mio.                   |
| 43    | Eric Clapton                               | Unplugged                                               | L   | 1992                        | Akustik-Rock / Blues                     | 26 Mio.                   |
| 44    | Bob Marley & The Wailers                   | Legend                                                  | G   | 1984                        | Reggae                                   | 25 Mio.                   |
| 45    | Carole King                                | Tapestry                                                |     | 1971                        | Pop                                      | 25 Mio.                   |
| 46    | Phil Collins                               | No Jacket Required                                      |     | 1985                        | Pop-Rock                                 | 25 Mio.                   |
| 47    | Queen                                      | Greatest Hits                                           | G   | 1981                        | Rock                                     | 25 Mio.                   |
| 48    | Madonna                                    | True Blue                                               |     | 1986                        | Pop / Dance                              | 25 Mio.                   |
| 49    | Simon & Garfunkel                          | Bridge over Troubled Water                              |     | 1970                        | Folk-Rock                                | 25 Mio.                   |
| 50    | U2                                         | The Joshua Tree                                         |     | 1987                        | Rock                                     | 25 Mio.                   |
| 51    | Prince and The Revolution                  | Purple Rain                                             | S   | 1984                        | Pop-Rock / R&B                           | 25 Mio.                   |
| 52    | George Michael                             | Faith                                                   |     | 1987                        | Pop / R&B / Funk / Soul                  | 25 Mio.                   |
| 53    | Ace of Base                                | Happy Nation                                            |     | 1992                        | Pop                                      | 25 Mio.                   |
| 54    | Elton John                                 | Greatest Hits                                           | G   | 1974                        | Pop                                      | 24 Mio.                   |
| 55    | Backstreet Boys                            | Backstreet’s Back                                       |     | 1997                        | Pop                                      | 24 Mio.                   |
| 56    | Backstreet Boys                            | Millennium                                              |     | 1999                        | Pop                                      | 24 Mio.                   |
| 57    | Spice Girls                                | Spice                                                   |     | 1996                        | Pop                                      | 23 Mio.                   |
| 58    | TLC                                        | CrazySexyCool                                           |     | 1994                        | Contemporary R&B, Hip-Hop                | 23 Mio.                   |
| 59    | Céline Dion                                | All the Way… A Decade of Song                           | G   | 1999                        | Pop                                      | 22 Mio.                   |
| 60    | Whitney Houston                            | Whitney Houston                                         |     | 1985                        | Pop / R&B                                | 22 Mio.                   |
| 61    | Fugees                                     | The Score                                               |     | 1996                        | Alternative Hip-Hop                      | 22 Mio.                   |
| 62    | Oasis                                      | (What’s the Story) Morning Glory?                       |     | 1995                        | Britpop / Rock                           | 22 Mio.                   |
| 63    | Michael Jackson                            | HIStory – Past, Present and Future Book I               |     | 1995                        | R&B / Pop / Hip-Hop                      | 22 Mio.                   |
| 64    | Adele                                      | 25                                                      |     | 2015                        | Soul / Pop / R&B                         | 22 Mio.                   |
| 65    | Hootie and the Blowfish                    | Cracked Rear View                                       |     | 1994                        | Roots Rock / Heartland Rock              | 21 Mio.                   |
| 66    | Madonna                                    | Like a Virgin                                           |     | 1984                        | Pop / Dance                              | 21 Mio.                   |
| 67    | Bon Jovi                                   | Cross Road                                              | G   | 1994                        | Hard Rock / Glam Metal                   | 21 Mio.                   |
| 68    | Dido                                       | No Angel                                                |     | 1999                        | Pop                                      | 21 Mio.                   |
| 69    | Eminem                                     | Encore                                                  |     | 2004                        | Hip-Hop                                  | 21 Mio.                   |
| 70    | Michael Jackson                            | Off the Wall                                            |     | 1979                        | Disco / Pop / Funk / R&B                 | 20 Mio.                   |
| 71    | Lauryn Hill                                | The Miseducation of Lauryn Hill                         |     | 1998                        | Neo-Soul / R&B / Hip Hop                 | 20 Mio.                   |
| 72    | Boston                                     | Boston                                                  |     | 1976                        | Arena-Rock / Hard Rock                   | 20 Mio.                   |
| 73    | Britney Spears                             | Oops!… I Did It Again                                   |     | 2000                        | Pop                                      | 20 Mio.                   |
| 74    | Céline Dion                                | The Colour of My Love                                   |     | 1993                        | Pop                                      | 20 Mio.                   |
| 75    | Def Leppard                                | Hysteria                                                |     | 1987                        | Hard Rock / Glam Metal                   | 20 Mio.                   |
| 76    | Elvis Presley                              | Elvis’ Christmas Album                                  |     | 1957                        | Christmas / Pop / Gospel / Rock ’n’ Roll | 20 Mio.                   |
| 77    | Green Day                                  | Dookie                                                  |     | 1994                        | Pop-Punk / Punk-Rock / Alternative Rock  | 20 Mio.                   |
| 78    | Lionel Richie                              | Can’t Slow Down                                         |     | 1983                        | Pop / R&B / Soul                         | 20 Mio.                   |
| 79    | Mariah Carey                               | Daydream                                                |     | 1995                        | Pop / R&B                                | 20 Mio.                   |
| 80    | Pink Floyd                                 | Wish You Were Here                                      |     | 1975                        | Progressive Rock / Artrock               | 20 Mio.                   |
| 81    | Shania Twain                               | The Woman in Me                                         |     | 1995                        | Country / Pop                            | 20 Mio.                   |
| 82    | Supertramp                                 | Breakfast in America                                    |     | 1979                        | Progressive Rock / Artrock               | 20 Mio.                   |
| 83    | Tracy Chapman                              | Tracy Chapman                                           |     | 1988                        | Folk-Rock                                | 20 Mio.                   |
| 84    | Verschiedene Interpreten                   | Flashdance                                              | S   | 1983                        | Electro / Synthiepop                     | 20 Mio.                   |
| 85    | Whitney Houston                            | Whitney                                                 |     | 1987                        | Pop / R&B                                | 20 Mio.                   |
| 86    | The Who                                    | Tommy                                                   |     | 1969                        | Hard Rock / Rockoper                     | 20 Mio.                   |
| 87    | Andrea Bocelli                             | Romanza                                                 | G   | 1997                        | Operatic Pop / Pop                       | 20 Mio.                   |
| 88    | Janet Jackson                              | janet.                                                  |     | 1993                        | Pop / R&B                                | 20 Mio.                   |
| 89    | Billy Ray Cyrus                            | Some Gave All                                           |     | 1992                        | Country                                  | 20 Mio.                   |
| 90    | Bee Gees                                   | Spirits Having Flown                                    |     | 1979                        | Pop / Disco                              | 20–30 Mio.                |
| 91    | Madonna                                    | Ray of Light                                            |     | 1998                        | Pop / Dance / Trance / Ambient           | 20 Mio.                   |
| 92    | Barbra Streisand                           | Guilty                                                  |     | 1980                        | Pop / Softrock                           | 20 Mio.                   |
| 93    | Amy Winehouse                              | Back to Black                                           |     | 2006                        | Soul / R&B / Pop                         | 20 Mio.                   |
| 94    | Tina Turner                                | Private Dancer                                          |     | 1984                        | Soul / R&B / Pop / Rock                  | 20 Mio.                   |
| 95    | Linkin Park                                | Minutes to Midnight                                     |     | 2007                        | Alternative Rock / Alternative Metal     | 20 Mio.                   |
| 96    | Eminem                                     | Recovery                                                |     | 2010                        | Hip-Hop                                  | 20 Mio.                   |